# والثر أرندت
والثر أرندت (بالألمانية: Walther Arndt)‏ هو عالم حيوانات وطبيب ألماني، ولد في 8 يناير 1891 في Kamienna Góra ‏ في بولندا، وتوفي في 26 يونيو 1944 في براندنبورغ في ألمانيا بسبب مقصلة.